# پریکستولن
پریکستولن (انگلیسی: Preikestolen) جاذبه گردشگری مشهوری در فورساند، ریفیلکه در استان روگالاند در کشور نروژ است که شامل پرتگاهی به بلندای ۶۰۴ متر و سطحی هموار به ابعاد تقریبی ۲۵ در ۲۵ متر است.

## شکل‌گیری
پریکستولن حدود ۱۰۰۰۰ سال پیش و در عصر یخبندان و بارسیدن یخچال‌های طبیعی به لبه پرتگاه پدید آمده است. طی این دوره آب یخچال در درز و شکاف‌های کوهستان منجمد شده و سرانجام به توده‌های سنگی بزرگ و زاویه‌دار شکسته شد که بعداً توسط جریان یخچالی جابه‌جا شدند. این فرایند علت شکل زاویه‌دار فلات یخچالی را تشریح می‌کند. 

## نگارخانه

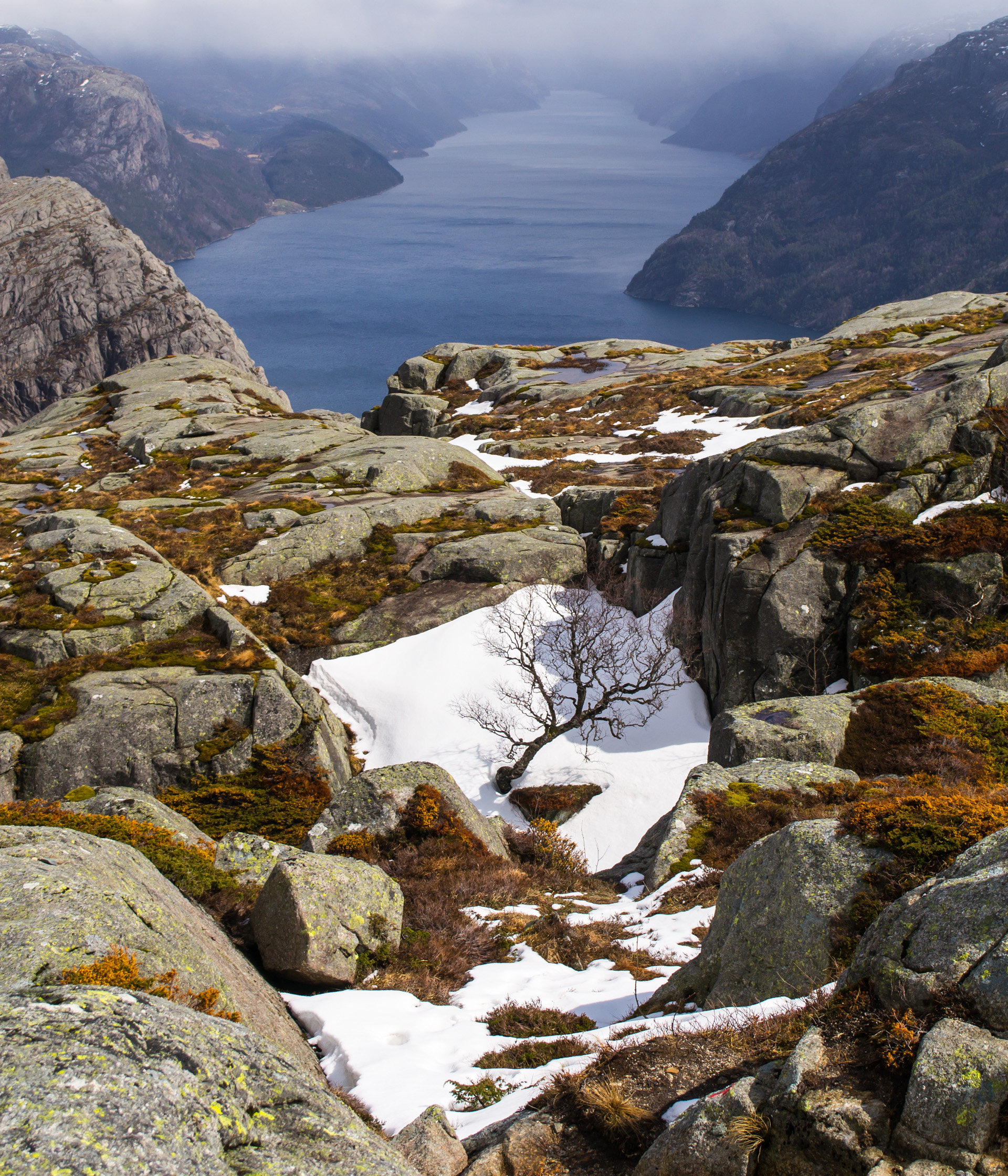
Lysefjord seen from the top of the Preikestolen hill
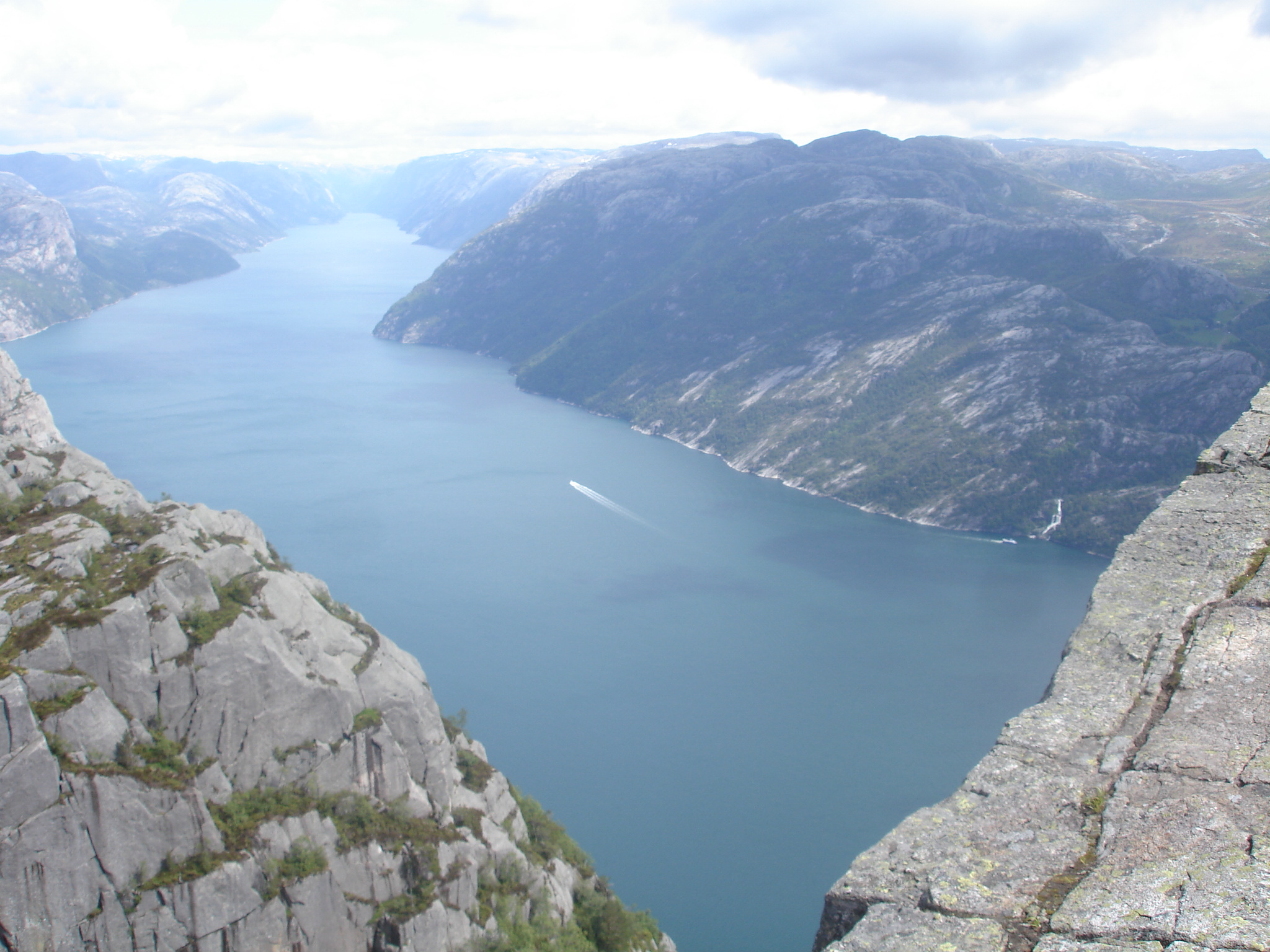
نمایی از Preikestolen, Lysefjorden below
Panoramic نمایی از Preikestolen on Lysefjorden
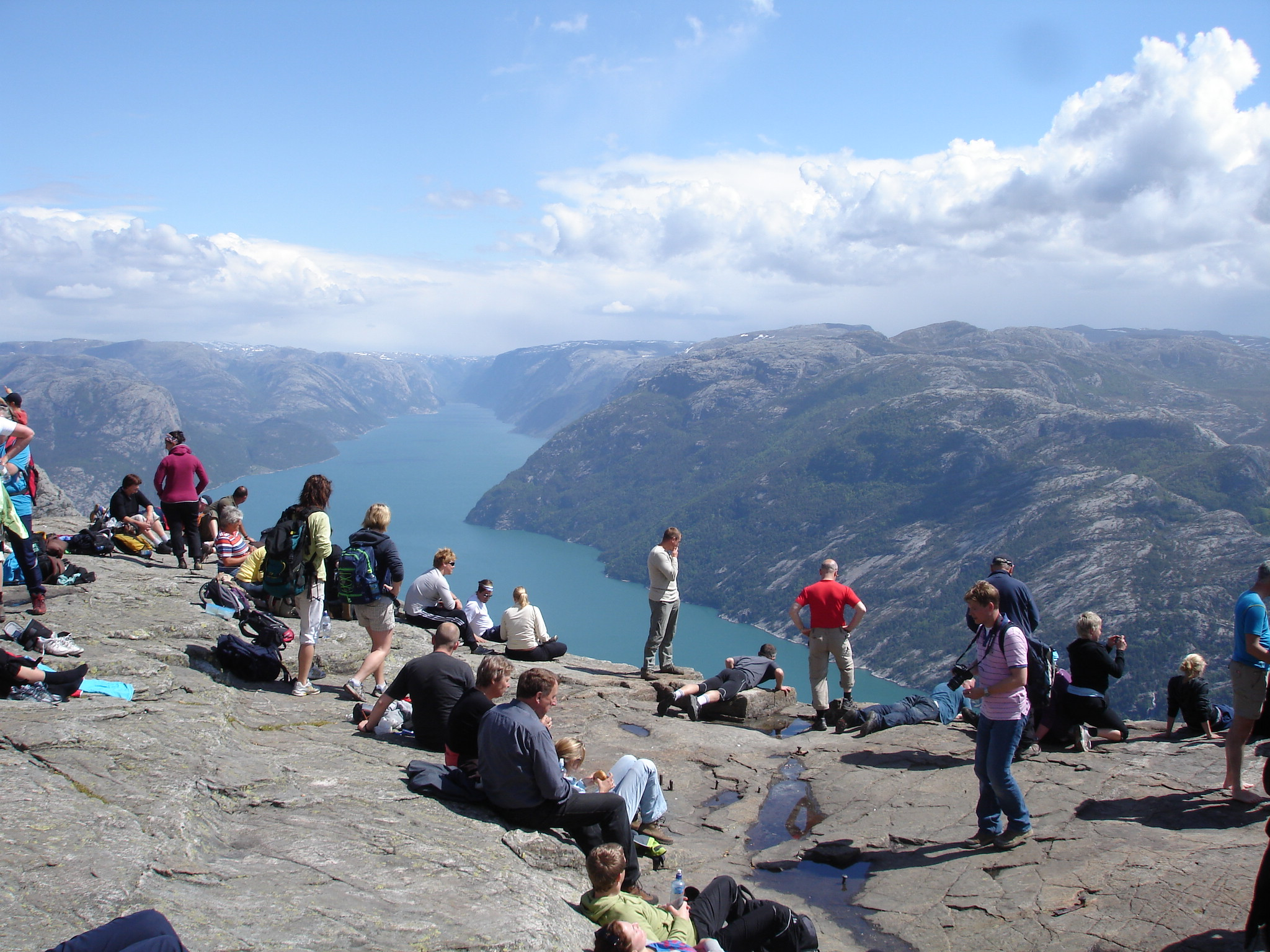
On top of Preikestolen, June 2009
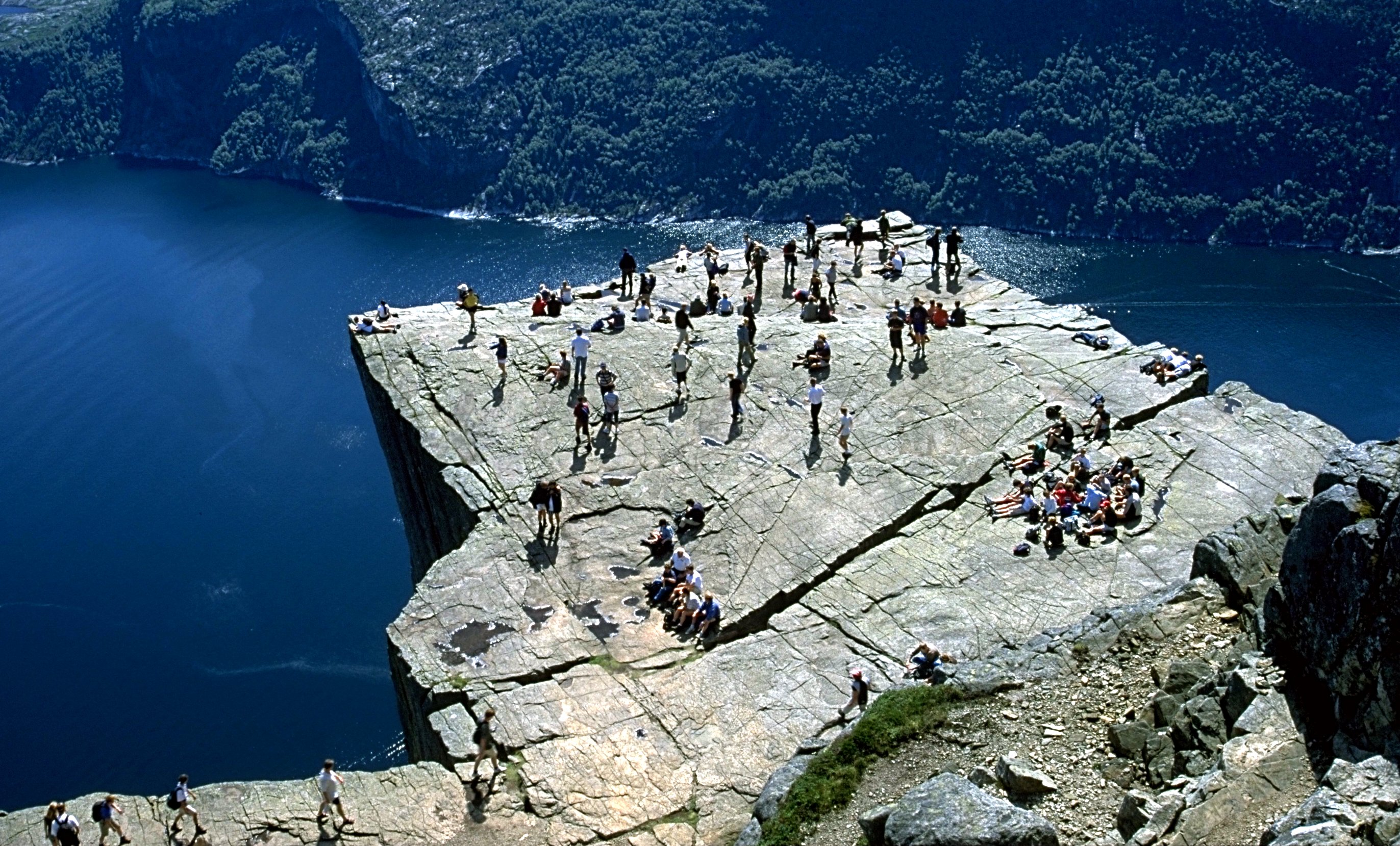
Preikestolen and surrounding area
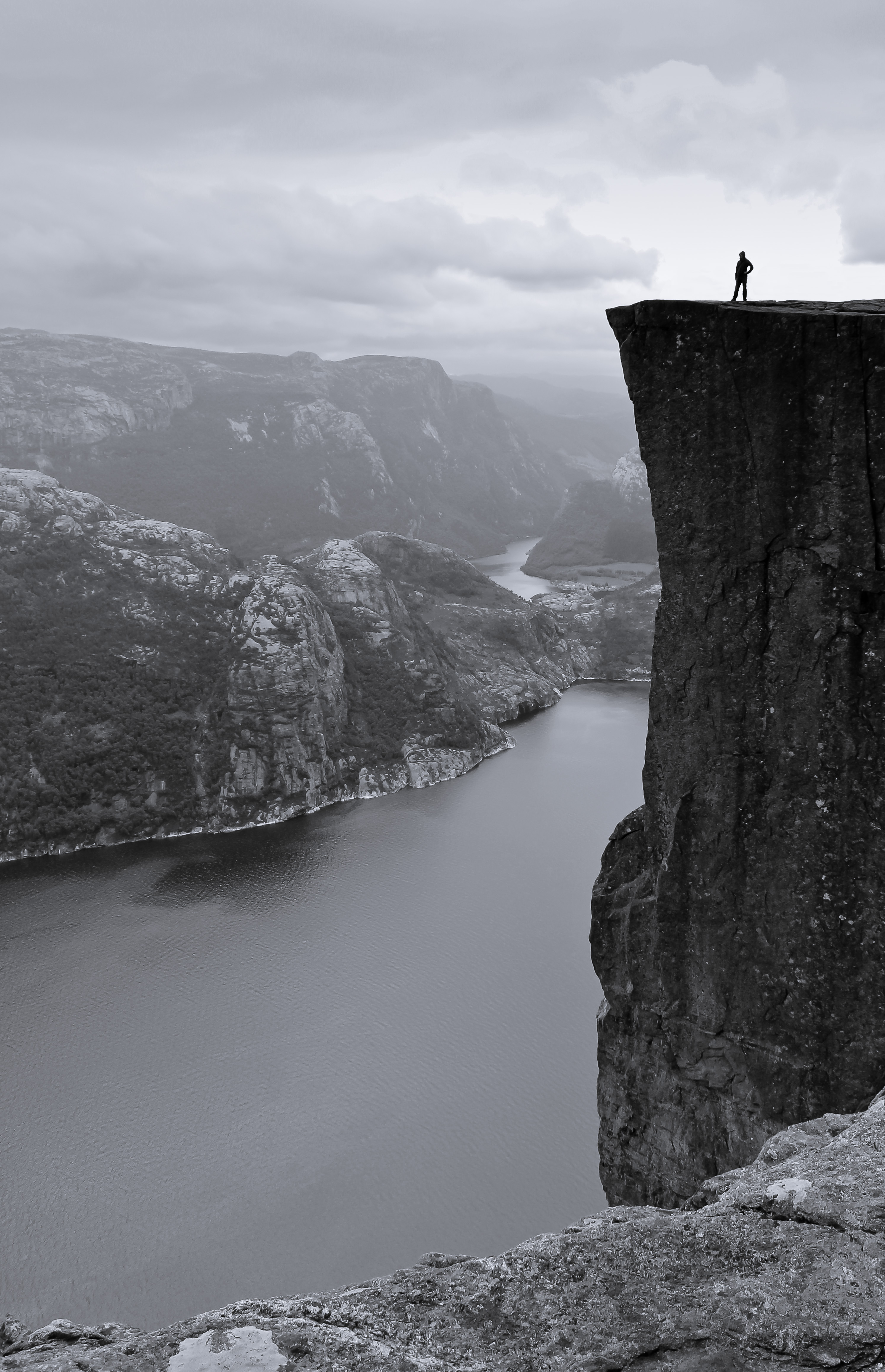
View of Preikestolen in B&W